# Centre de recherche et de restauration des musées de France
Le Centre de recherche et de restauration des musées de France (C2RMF) est un service à compétence nationale du ministère de la Culture. Situé à Paris (sites du Carrousel et du pavillon de Flore du Louvre) et à Versailles (Petite Écurie du château de Versailles), il est l’opérateur de l'État dans le domaine de la recherche et de la restauration qui concernent les collections muséales[pas clair]. Sa publication bisannuelle,  Technè, est spécialisée dans l’étude et la préservation du patrimoine.

## Histoire
Fondé le 16 décembre 1998, le Centre de recherche et de restauration des musées de France est issu de la fusion du Laboratoire des musées de France et des ateliers de restauration du service des musées nationaux d’une part et des « musées classés ou contrôlés » d’autre part. Ces deux missions fondamentales, recherche et restauration, sont complétées par le développement d’un département consacré à la conservation préventive.
Si les pratiques de l’entretien des collections royales remontent à l’Ancien Régime, c’est à des artistes que sont confiés le nettoyage et les interventions sur les œuvres jusqu’au début du XXe siècle, puis l’approche devient alors plus scientifique.
C’est dans ce contexte, marqué par la découverte des rayons X en 1895, qu’ont lieu les premières tentatives de radiographie des œuvres d’art, au musée du Louvre, avant la création, en 1931, de l'Institut pour l'étude scientifique de la peinture du musée du Louvre dirigé par Jacques Dupont,. Ces techniques d’analyse connaissent un développement très important sous l’impulsion de Magdeleine Hours (1950 à 1982) : les techniques d’imagerie scientifique (radiographie, infrarouge, ultraviolet) approfondissent la connaissance des œuvres. Le laboratoire devient Laboratoire de recherche des Musées de France en 1968. Le successeur de Magdeleine Hours, Jacques Ligot, directeur du Laboratoire des musées de France de 1983 à 1990, à l’origine de l’acquisition d’un accélérateur à particules pour le Ministère de la Culture, tandis que le physicien Maurice Bernard, directeur du Laboratoire des musées de France de 1990 à 1994, fonde la revue Technè en 1994.
En parallèle du laboratoire, les ateliers de restauration se structurent : la création de l’atelier de restauration des peintures du Louvre remonte à 1935 et son premier directeur est le peintre et restaurateur Jean-Gabriel Goulinat. À compter de 1966, le service est étendu aux musées nationaux et dirigé par un conservateur, Germain Bazin (1966-1971), puis Gilberte Emile-Mâle (1971-1980) ou plus récemment, Ségolène Bergeon-Langle.
En 1966, sous l’égide de l’Inspection des musées, est également mis en place un Service de restauration des musées de province, renommé Service de restauration des musées de France en 1991. Ses principales figures sont René Guilly et France Dijoud. Un temps au Louvre, ses ateliers s’installent définitivement à la Petite Ecurie du château de Versailles en 1986. Les deux services de restauration fusionnent en 1992.
À la fin des années 1990, le regroupement du Laboratoire des musées de France et du Service de restauration des Musées de France est envisagé afin de garantir la qualité technique des actions de l’État et de renforcer la pratique de l’interdisciplinarité. Cela doit permettre de développer une véritable politique de conservation préventive, tandis que les fonds de documentation constitués par chacun de ces services doivent être rassemblés, permettant de créer des fonds scientifiques et techniques plus complets. Il s’agit alors de rationaliser et d’optimiser l’utilisation des moyens publics, en assurant une plus grande complémentarité avec d’autres acteurs culturels et scientifiques.

## Missions et organisation
Les missions du C2RMF sont précisées dans l’arrêté de 1998 portant sa création, mais aussi dans la loi no 2002-4, dite « loi Musées » (4 janvier 2002), relative aux musées de France et dans ses décrets d’application (article 19 du décret no 2002-628 du 25 avril 2002 et article 9 du décret no 2002-852 du 2 mai 2002) et dans le code du patrimoine.
Le C2RMF est dirigé par Jean-Michel Loyer-Hascoët, administrateur général.
Il a connu cinq directeurs :
- Jean-Pierre Mohen (1998-2005) ;
- Christiane Naffah-Bayle (2005-2010) ;
- Marie Lavandier (2010-2014) ;
- Isabelle Pallot-Frossard (2015-2021) ;
- Jean-Michel Loyer-Hascoët (depuis août 2021).

Le C2RMF compte un peu plus de 150 agents et est constitué, outre son secrétariat général, de quatre départements (recherche, restauration, conservation préventive et archives et bibliothèque) ainsi que d’un service de communication.

### Recherche
Les équipes du Département Recherche répondent soit à des demandes d’études de la part des musées (exemple : lors d’une demande d’acquisition importante), soit des demandes liées à des restaurations (exemple : objets du complexe funéraire du Moutot à Lavau), soit encore des projets de recherche plus ambitieux, souvent à l’échelle européenne. La plupart des projets sont à présents portés par la Fondation des sciences du patrimoine, dont le C2RMF fait partie depuis sa création en 2013.
Certains chercheurs sont aussi membres d’Unités mixtes de recherche : l’UMR 7055 Préhistoire et Technologie avec le CNRS et l’Université Paris-Nanterre, et l’UMR 8247 avec le CNRS et l’Institut de Recherche Chimie Paristech.
Le centre accueille un plateau technique d’équipements permettant l’analyse non invasive des œuvres d’art, dont l’accélérateur de particules AGLAE (Accélérateur Grand Louvre d'analyse élémentaire), seul équipement de cette dimension à être consacré à l’étude des œuvres d’art en Europe. La recherche concerne la nature et les mécanismes d’altération des matériaux du patrimoine culturel (étude des provenances, des procédés, des modes d’utilisation de ces matériaux, de leur dégradation, etc.).
Outre l’équipe dédiée à AGLAE, les agents du Département sont organisés en groupes de recherche par matériaux : peinture et polychromie, objets, datation, matière organique, et imagerie scientifique.

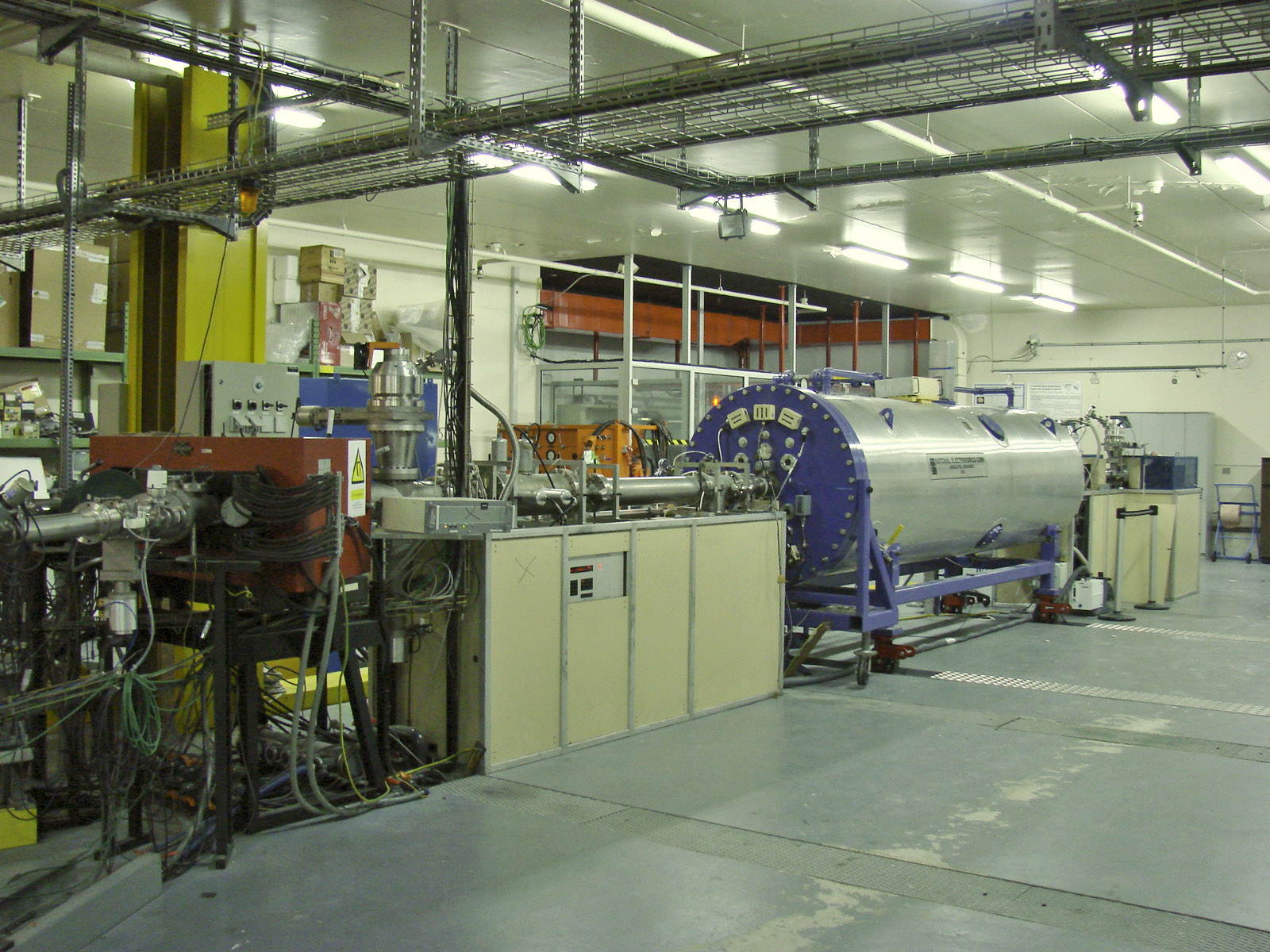
Accélérateur de particules AGLAE utilisé pour des analyses non destructives
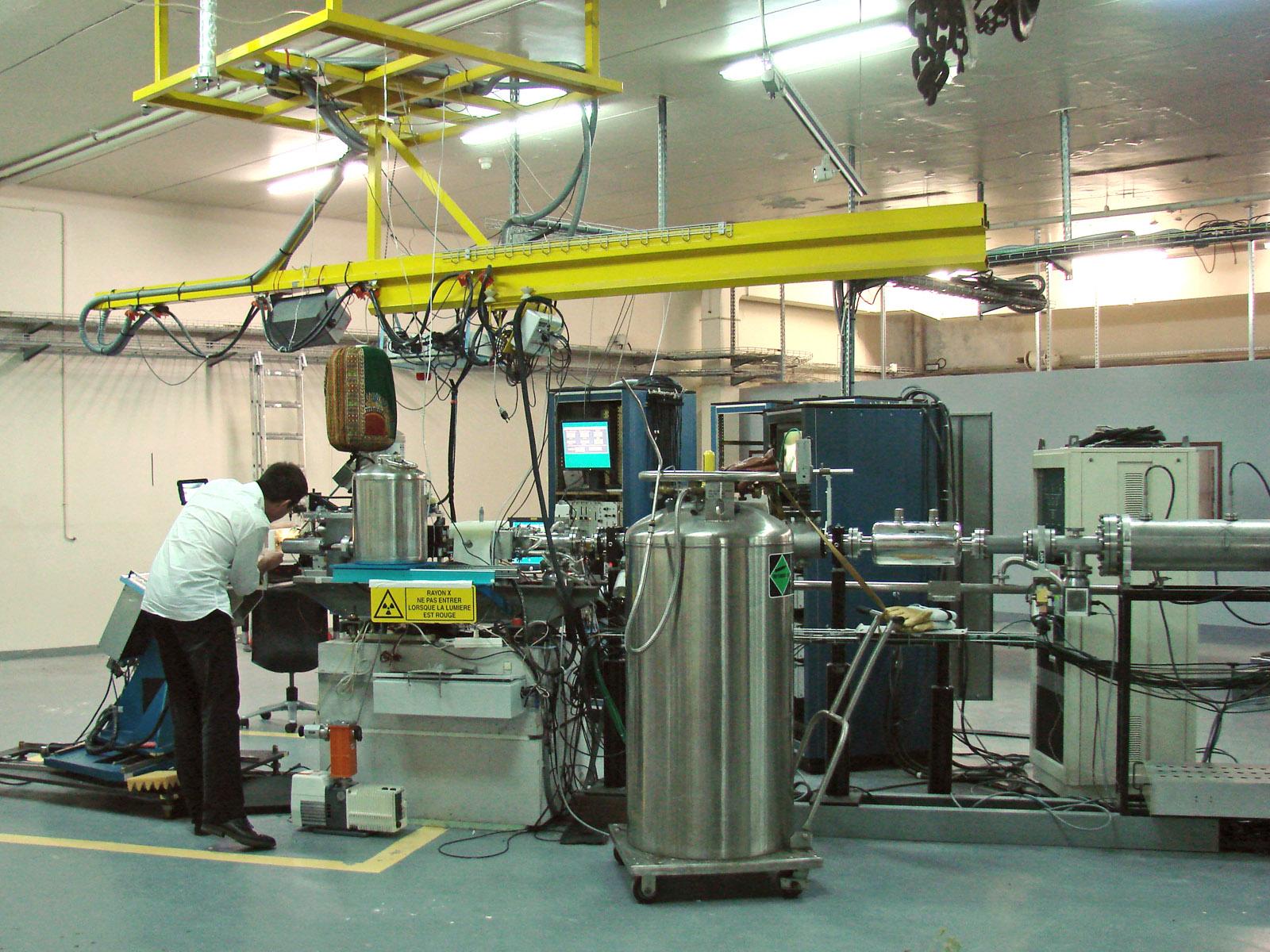
AGLAE côté échantillon à analyser

### Restauration
Le Département Restauration est organisé en 6 filières : archéologie et ethnologie, peintures, sculptures, arts décoratifs, arts graphiques, art moderne et contemporain.
Les ateliers de restauration situés à Paris et à Versailles accueillent les biens culturels issus des musées de France en vue de leur restauration, assurée par quelques restaurateurs fonctionnaires (techniciens d’art et chefs des travaux d’art du ministère de la Culture) et des restaurateurs indépendants, diplômés des instituts de formation ou habilités par le ministère de la Culture.
Le Département Restauration prend part aux commissions régionales de restauration où il fournit un avis technique sur les projets des musées de France.

### Conservation préventive
En conservation préventive, le centre conduit des recherches sur les mécanismes de vieillissement et de dégradation des matériaux des œuvres, les méthodes de prévention, les matériaux et techniques de restauration. Il étudie les conditions de conservation des œuvres, de leur transport, leur mise en réserve et leur présentation au public.
Le Département donne un avis sur les projets de rénovation des musées, l’achat de gros matériel ou les campagnes de conservation préventive des musées de France.

### Archives et Bibliothèque
Le Centre conserve les archives du Laboratoire du musée du Louvre et des différents services de restauration nationaux depuis les années 1930. Cette documentation exceptionnelle (radiographies, photographies, rapports de laboratoire, dossiers de restauration) est en partie numérisée dans la base de données EROS et consultable au centre de ressources documentaires du C2RMF. 
Ce département pilote depuis 2017 le réseau des bibliothèques des musées nationaux (RBMN) qui enrichit le catalogue collectif des bibliothèques des musées nationaux (CCBMN). 
Les publications du C2RMF sont accessibles sous la forme d’archives ouvertes, sur HAL (voir liens externes). 

## Réseau des Bibliothèques des Musées Nationaux (RBMN)
Le département Archives et Bibliothèque du C2RMF pilote le réseau des bibliothèques des musées nationaux (RBMN). Ce réseau regroupe des bibliothèques spécialisées, d’étude et de recherche valorisant des fonds patrimoniaux remarquables conservés dans les musées nationaux. 
Le RBMN a pour mission de collecter, cataloguer, conserver et mettre à disposition du public une documentation riche et variée dans les domaines de l’histoire de l’art et du patrimoine. 
Ce réseau favorise également la coopération entre établissements, soutient la recherche et participe activement à la valorisation des collections et à la diffusion des savoirs. 
Plus de 660 000 notices ont été intégrées dans le catalogue collectif des bibliothèques des musées nationaux (CCBMN). Le portail permet un accès unique et commun aux collections bibliographiques des bibliothèques du réseau. Celles-ci couvrent les diverses périodes de l’histoire de l’art, de la Préhistoire à l’art contemporain. Ce catalogue mutualisé renseigne aussi sur la muséographie, la muséologie, l’histoire des musées et des collections, leur architecture mais aussi sur les techniques de conservation et restauration des œuvres d'art. On y trouve des documents imprimés tels que des ouvrages et des périodiques, des catalogues d’expositions et de ventes, mais également des documents iconographiques et numériques.  
Ces collections sont consultables sur rendez-vous auprès de la bibliothèque qui les conserve.
Liste des bibliothèques du RBMN :
- Ajaccio - Bibliothèque du Musée national de la Maison Bonaparte
- Biot - Bibliothèque du Musée national Fernand Léger
- Blérancourt - Bibliothèque du Musée franco-américain du château de Blérancourt
- Compiègne - Bibliothèque du Musée national du Château de Compiègne
- Dijon - Centre de documentation du Musée Magnin
- Ecouen - Bibliothèque du Musée de la Renaissance - château d'Ecouen
- Fontainebleau - Bibliothèque du Musée national du château de Fontainebleau
- Limoges - Bibliothèque du Musée National Adrien Dubouché
- Magny-les-Hameaux - Bibliothèque du Musée national de Port-Royal des Champs
- Nice - Centre de documentation du Musée national Marc Chagall
- Paris - Bibliothèque du Centre de recherche et de restauration des musées de France (C2RMF)
- Paris - Bibliothèque du Musée national des arts asiatiques-Guimet
- Paris - Bibliothèque du Musée national Eugène Delacroix
- Paris - Bibliothèque du Musée des monuments français - Cité Architecture et Patrimoine
- Paris - Bibliothèque du Musée de l'Orangerie
- Paris - Bibliothèque du Musée d'Orsay
- Paris - Bibliothèque du Musée national Picasso-Paris
- Paris - Centre de documentation du Musée de Cluny - Musée national du Moyen Age
- Paris - Musée du Louvre - Centre Dominique-Vivant Denon
- Paris - Musée du Louvre - Bibliothèque Flore
- Paris - Musée du Louvre - Bibliothèque Lefuel
- Paris - Musée du Louvre - Bibliothèque Rohan
- Paris - Musée du Louvre - Bibliothèque de la Société nationale des Antiquaires de France
- Pau - Bibliothèque du Musée national et domaine du château de Pau
- Rueil Malmaison - Centre de documentation du Musée National des Châteaux de Malmaison et Bois-Préau
- Sèvres - Bibliothèque de la cité de la Céramique
- Versailles - Bibliothèque du Centre de recherche du Château de Versailles
- Versailles - Bibliothèque - château de Versailles

## Projets dans lesquels est engagé le C2RMF[Quand?]
- Iperion-HS (Heritage Science), plateforme de recherche européenne sur les sciences du patrimoine

- E-RIHS, infrastructure pérenne de recherche européenne sur les sciences du patrimoine

- ESPADON, "Sciences du Patrimoine, l’Analyse Dynamique des Objets anciens et Numériques"